# 13208 Фрачетті
13208 Фрачетті  (13208 Fraschetti) — астероїд головного поясу, відкритий 5 квітня 1997 року.
Тіссеранів параметр щодо Юпітера — 3,459.